# Breaking Things
Breaking Things è il quinto album in studio della band pop punk/melodic hardcore punk ALL, pubblicato nel 1993 dalla Cruz Records.
È il primo album registrato con il cantante Chad Price.

## Tracce
1. Original Me – 2:46
2. Right – 1:55
3. Shreen – 2:35
4. Cause – 2:30
5. Bail – :52
6. Excuses – 2:06
7. Strip Bar – 0:09
8. Horizontal – 1:23
9. Guilty – 3:19
10. Birthday I.O.U. – 2:41
11. Rosco – 2:09
12. Stick – 2:19
13. Crucified – 3:03
14. Politics – 0:57

## Formazione
- Chad Price – voce
- Bill Stevenson – batteria
- Karl Alvarez – basso, voce
- Stephen Egerton – chitarra
- Milo Aukerman – controvoci